# Meds
Meds ist das fünfte Studioalbum der britischen Band Placebo. Am 6. März 2006 wurden die Vorab-Single „Song To Say Goodbye“ und „Because I Want You“ veröffentlicht. Eine Woche später folgte das Album.

## Geschichte
Placebo nahmen Meds mit Unterstützung des französischen Goldfrapp-Produzenten Dimitri Tikovoi, innerhalb von drei Monaten im Winter 2005/2006, in den RAK Studios in London auf. Im Gegensatz zu ihrem vorherigen Studioalbum Sleeping with Ghosts verzichtete die Band größtenteils auf elektronische Elemente und stellten Gitarre, Keyboard und Schlagzeug in den musikalischen Vordergrund.
Placebo veröffentlichten das Album auch als Special Edition mit einer DVD. Darauf sind unter anderem Ausschnitte ihres Konzertes in Wembley 2004 und Demoversionen verschiedener Lieder enthalten.
Im Januar 2007 wurde Meds in den USA wiederveröffentlicht. Auf dieser Version fehlt das Lied „In the Cold Light of Morning“. Dafür fanden drei andere Lieder, darunter der Kate-Bush-Song „Running Up That Hill“, Platz auf der CD.

## Titelliste
1. Meds (featuring Alison Mosshart/The Kills) – 2:55
2. Infra-Red – 3:15
3. Drag – 3:21
4. Space Monkey – 3:51
5. Follow The Cops Back Home – 4:39
6. Post Blue – 3:11
7. Because I Want You – 3:22
8. Blind – 4:01
9. Pierrot The Clown – 4:22
10. Broken Promise (featuring Michael Stipe) – 4:20
11. One of a Kind – 3:20
12. In the Cold Light of Morning – 3:52
13. Song to Say Goodbye – 3:36

## Rezeption

### Charts und Chartplatzierungen
Meds erreichte die Spitze der Albumcharts unter anderem in Frankreich, Schweiz und Österreich. In Deutschland kam das Album bis auf Platz 2 der Charts. Im Vereinigten Königreich reichte es nur für Position 7.

### Auszeichnungen für Musikverkäufe
| Land/Region                  | Auszeichnungen für Musikverkäufe (Land/Region, Auszeichnung, Verkäufe) | Verkäufe |
| ---------------------------- | ---------------------------------------------------------------------- | -------- |
| Belgien (BRMA)               | Gold                                                                   | 25.000   |
| Deutschland (BVMI)           | Platin                                                                 | 200.000  |
| Frankreich (SNEP)            | Platin                                                                 | 200.000  |
| Griechenland (IFPI)          | Gold                                                                   | 10.000   |
| Österreich (IFPI)            | Gold                                                                   | 15.000   |
| Russland (NFPF)              | Gold                                                                   | 10.000   |
| Schweiz (IFPI)               | Platin                                                                 | 30.000   |
| Vereinigtes Königreich (BPI) | Gold                                                                   | 100.000  |
| Insgesamt                    | 5× Gold · 3× Platin ·                                                  | 590.000  |